# Costemilophus aurantius
Costemilophus aurantius là một loài bọ cánh cứng trong họ Cerambycidae.